# 찰스 스튜어트 파넬

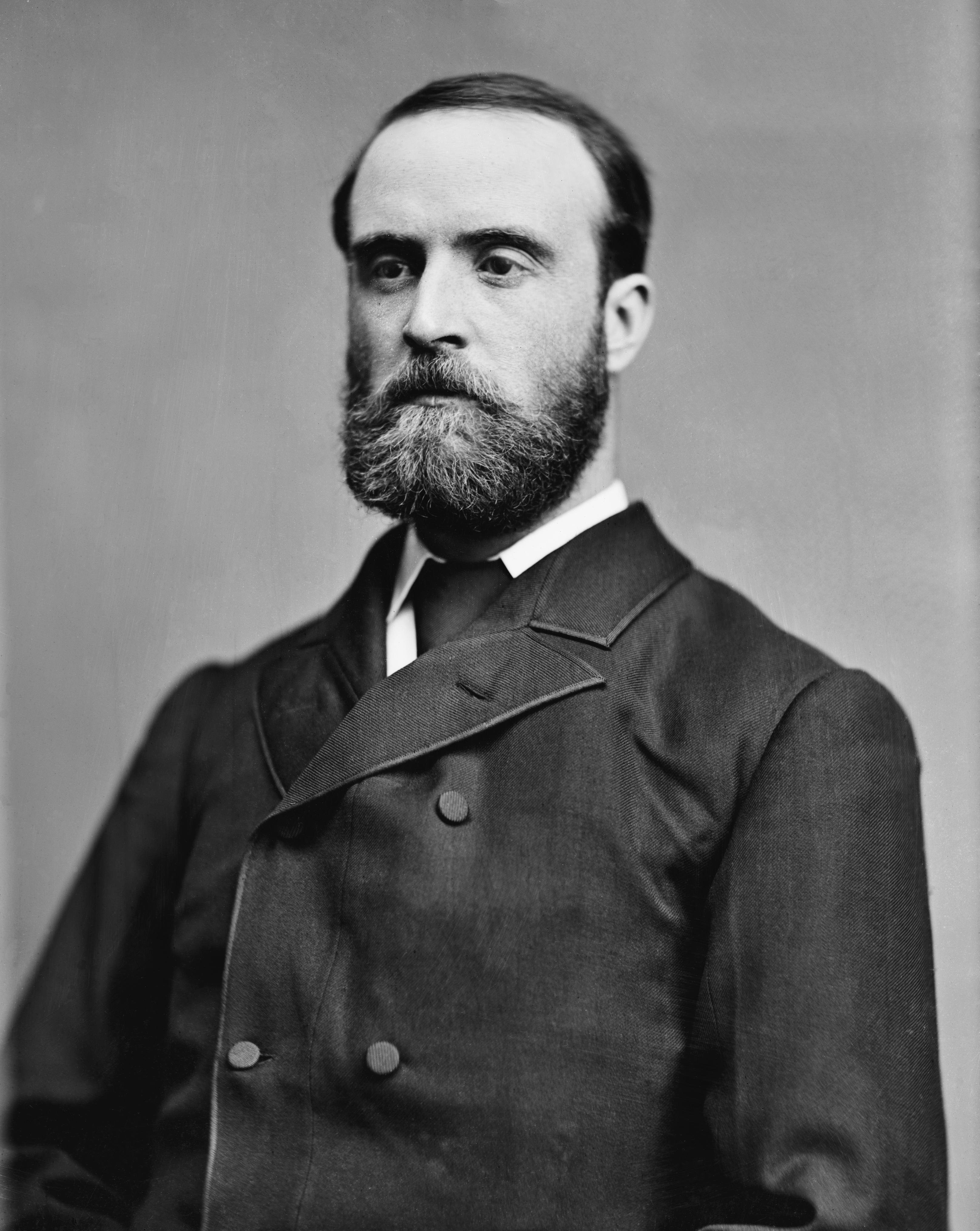
찰스 스튜어트 파넬

찰스 스튜어트 파넬(영어: Charles Stewart Parnell 아일랜드어: Cathal Stiúbhard Pharnell 카헐 스투와르드 파르넬, 1846년 6월 27일 ~ 1891년 10월 6일)은 아일랜드의 정치인이자 독립운동가였다. 10년 가까이 내연의 관계를 지속해오던 캐서린 오세이 부인의 이혼이 확정된 후 정치적 생명을 잃었고, 그가 추구한 아일랜드의 독립에도 차질을 빚게 되었다.
아이작 버트가 창당한 국민당에 입당하였으며 이후 그는 당내 과격파의 지도자가 되었다. 버트의 죽음 이후 당은 곧 찰스 스튜어트 파넬의 과격파와 윌리엄 쇼의 휘그당 당원들로 갈렸다. 윌리엄 쇼는 1879년부터 1년간 국민당 총재직을 맡았으나 1881년 당총재 선출에서 승리함으로써 당권을 쥐게 되었다. 1882년에 파넬은 당을 아일랜드 의회당으로 개명하여 당을 재정비하였다. 휘그당원들은 1885년에는 결국 모든 의석을 상실하고 말았다.
그러나 잉글랜드출신 여성이자 당원의 아내 캐서린 오세이를 보자마자 반해버렸다. 당시 여러 차례 불륜을 저지른 남편과 별거하던 캐서린과 내연관계를 가졌고, 5년 동안 캐서린은 파넬의 아이 셋을 낳았다.
부인의 부정을 안 오세이 대위는 파넬에게 정치적 보상과 돈을 보장받고 두 사람의 관계를 묵인하였다. 10여 년 가까이 유지되던 이 관계는 돈 많은 캐서린의 숙모가 죽으면서 오셰이 대위에게 유산을 남겨주지 않으면서 문제가 되었다. 오세이가 이혼 소송을 제기해 공론화되었다. 파넬과 캐서린이 침묵하였고, 오세이는 자신을 철저하게 희생자라 주장하며 결국 재판에서 승소하였다. 19세기 후반 영국에서 이혼 소송은 가장 인기 있는 뉴스거리였고, 파넬은 가정파괴범으로 매도당했다. 이 사건은 일차적으로 가족과 도덕성에 관한 문제로 인식되었지만, 결국 파넬은 이 사건에 연루되면서 정치적으로 몰락하고 말았다. 21세기의 한 기자는 그는 사랑을 얻는 대신 권력을 잃었다고 평하였다.

## 같이 보기
- 국민당
- 아일랜드 의회당
- 부활절 폭동